# Кора (вокалистка)
Ко̀ра (на полски: Kora) е артистичен псевдоним на Олга Александра Шипо̀вич, с родово име Остро̀вска (на полски: Olga Aleksandra Sipowicz z domu Ostrowska), е полска рок певица и авторка на текстове.
Тя е вокалистка на групата Maanam в периода 1976 – 2008 г.